# Muzyka filmowa

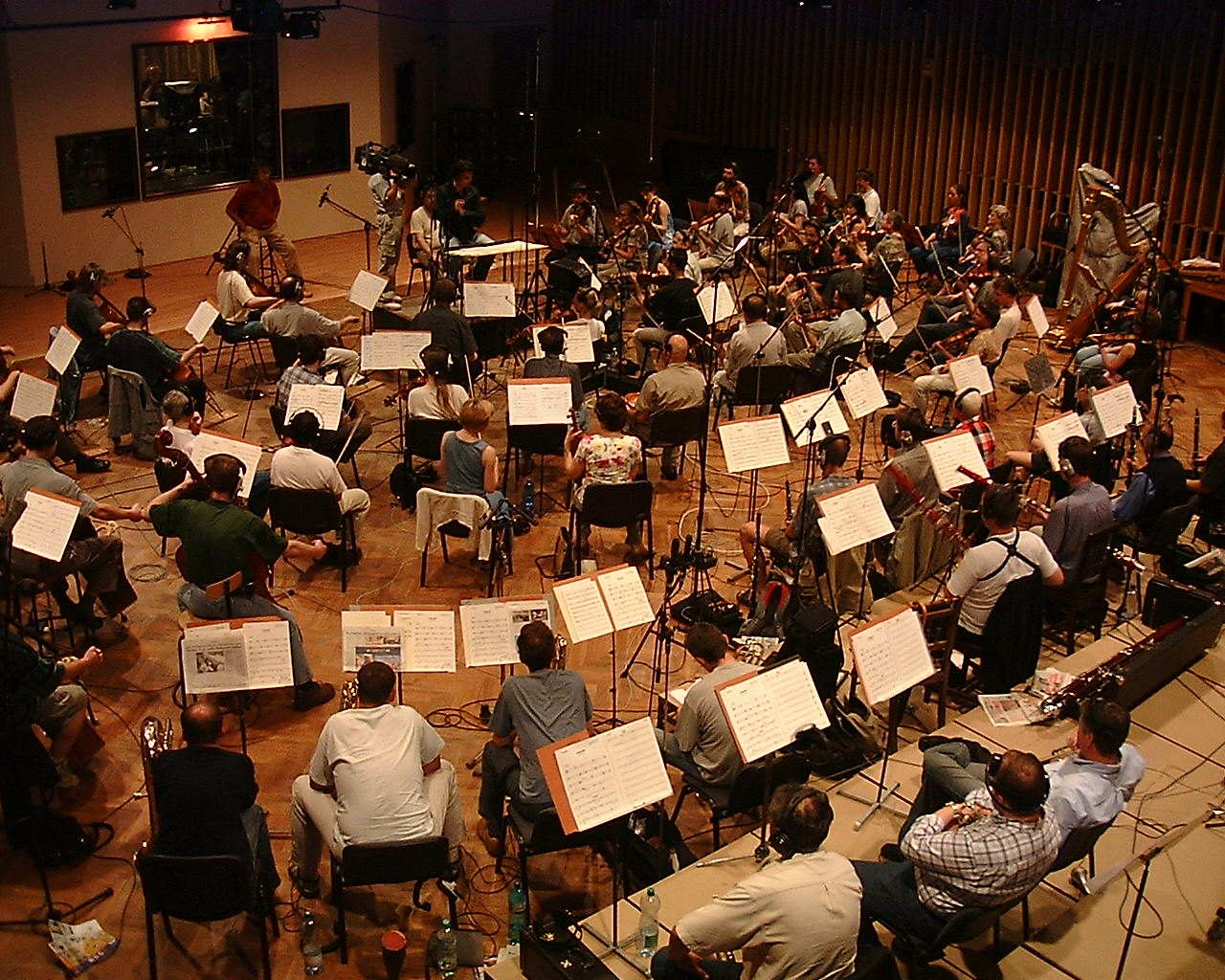
Nagrywanie muzyki do filmu Wiek namiętności (2004) w Pradze

Muzyka filmowa – jeden z gatunków muzyki. Komponowana specjalnie na potrzeby dzieła filmowego, dla jego ilustracji.
Muzyka filmowa może być ilustracją, albo też kontrapunktem obrazu – czyli warstwą dopełniającą, charakteryzującą postaci, nastrój, przeżycia psychiczne bohaterów. Po raz pierwszy o muzyce filmowej można było mówić w erze kina niemego, ale od tamtych czasów muzyka filmowa przeszła znaczną ewolucję.
W czasach filmu niemego ilustracja muzyczna obrazu była wykonywana na żywo, w czasie seansu. Zazwyczaj były to utwory odgrywane na pianinie przez tapera, a w bogatszych kinach przez kameralne zespoły, a nawet duże orkiestry, jak np. The London Symphony Orchestra. Muzykę do takich orkiestrowych wykonań pisali na zamówienie realizatorów kompozytorzy, nierzadko uznani, jak Siergiej Prokofjew i Dmitrij Szostakowicz. Taperzy natomiast najczęściej wykorzystywali utwory już istniejące, dobierane do dramaturgii filmu, w czym pomagały im wydawnictwa nutowe będące katalogami motywów uważanych za specjalnie nadające się do scen pogoni, kłamstwa, wyznań miłosnych, tęsknoty itd. Sytuacji tej położył kres film dźwiękowy.
Współczesna muzyka filmowa to w większości odmiana muzyki współczesnej oraz muzyki z epoki klasycyzmu i epoki romantycznej, główny nurt dzisiejszej muzyki filmowej opiera się na trendach powstałych na przełomie XIX i XX wieku w Rosji, Francji, Wielkiej Brytanii i Stanach Zjednoczonych.
We współczesnej muzyce filmowej dąży się do jak najściślejszego oddania świata przedstawianego w filmie, stąd wiele zapożyczeń i stylizacji, zgodnych z opowiadaną historią, z jej miejscem i czasem. Muzyka do filmu o amerykańskim południu będzie zawierała stylizację na muzykę charakterystyczną dla kultury osób czarnoskórych, elementy gospel, zaś film o irlandzkim powstaniu – elementy folkloru irlandzkiego. Michael Kamen, tworząc muzykę do filmów kostiumowych, czerpał z barokowej tradycji, stylizując się na J.S. Bacha i G.F. Händla. Basil Poledouris używał w filmie zimnowojennym motywów rosyjskich pieśni wojskowych, a John Williams w filmie o buncie niewolników afrykańskich rekonstruuje motywy muzyki afrykańskiej.